# Frédéric Pontarolo
 (octobre 2018).
Si vous disposez d'ouvrages ou d'articles de référence ou si vous connaissez des sites web de qualité traitant du thème abordé ici, merci de compléter l'article en donnant les références utiles à sa vérifiabilité et en les liant à la section « Notes et références ».
Frédéric Pontarolo est un auteur français de bande dessinée né le 10 février 1970 à Hayange.

## Biographie
Diplômé de l'École des Arts Décoratifs de Strasbourg en 1994, il gagne l'Alph'Art "Graine de Pro" au festival d'Angoulême la même année[réf. nécessaire].
Sa première histoire, Bonheur virtuel sur un scénario de Luc Brunschwig est publiée en 1995 dans le collectif Nique la crise paru aux éditions Vents d'Ouest. En parallèle il travaille pour Arte en réalisant plusieurs bandes annonces animées pour les soirées Théma de la chaîne.
C'est en 1999 que son premier album Naciré et les machines (dessin, scénario, couleur) est publié chez Casterman.
Lors du 11e festival BD Des Planches et des Vaches en avril 2012, il a reçu le Veau d'Or pour l'ensemble de son œuvre, ce qui fit de lui le Président du 12e festival (avril 2013). Il succéda ainsi à Arnaud Floc'h.

## Publications
- Naciré et les machines (série chez Casterman)
  - Les larmes de rouille, tome1 (1999)
  - L'arche des déglingués, tome 2 (2000)
  - Le berceau aux étoiles, tome 3 (2000)
- Akarus (diptyque chez Glénat)

1. Rien ou presque, 2002[2].
2. Dors petite sœur, 2003.

- Sapiens (one-shot chez Glénat coll Carrément BD, 2005)
- James Dieu (série en cours chez Futuropolis)
  - Livre premier (2007)
  - Livre second (2007)
  - Livre troisième (2009)
- Le serpent d'Hippocrate (one-shot chez Futuropolis, 2011)
- Compadres ; scénario Pierre Colin-Thibert ; dessin Frédéric Pontarolo. Paris : Sarbacane, 2016[3], 96 p.  (ISBN 978-2-84865-925-1)
- Les Déchaînés (d'après le roman de Flo Jallier). Sarbacane, 2017
- L'Homme invisible (scénario, dessin et couleurs), d'après H. G. Wells, Éditions du Long Bec
  1. Tome 1, septembre 2018  (ISBN 979-1-09-249995-7)
  2. Tome 2[4], septembre 2019  (ISBN 978-2-379-38034-1)
- 1984, adaptation et illustration par Frédéric Pontarolo, d'après le roman 1984 de George Orwell, Éditions Michel Lafon, 2021[5]  (ISBN 9782749944586)
- Bone (d'après le roman de George C. Chesbro) scénario de Roger SEITER, Éditions Michel LAFON, 2020
- Deux Roméo sous un arbre, roman graphique autobiographique, Michel LAFON 2023
- Impact, d'après le roman Impact d'Olivier Norek, Michel LAFON 2025